# Seneca Falls Convention

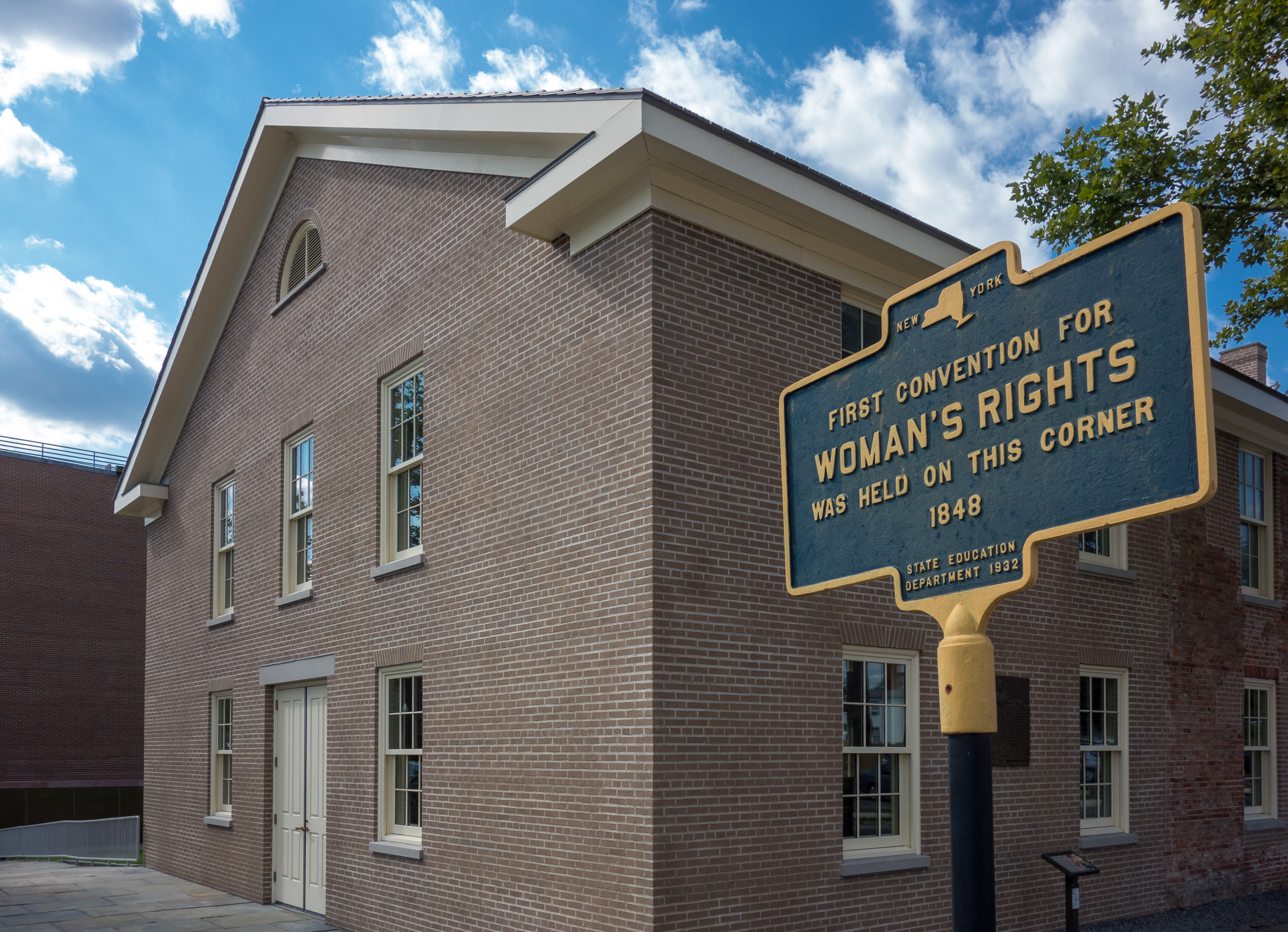
De Wesleyan Chapel in Seneca Falls, locatie van de conventie.

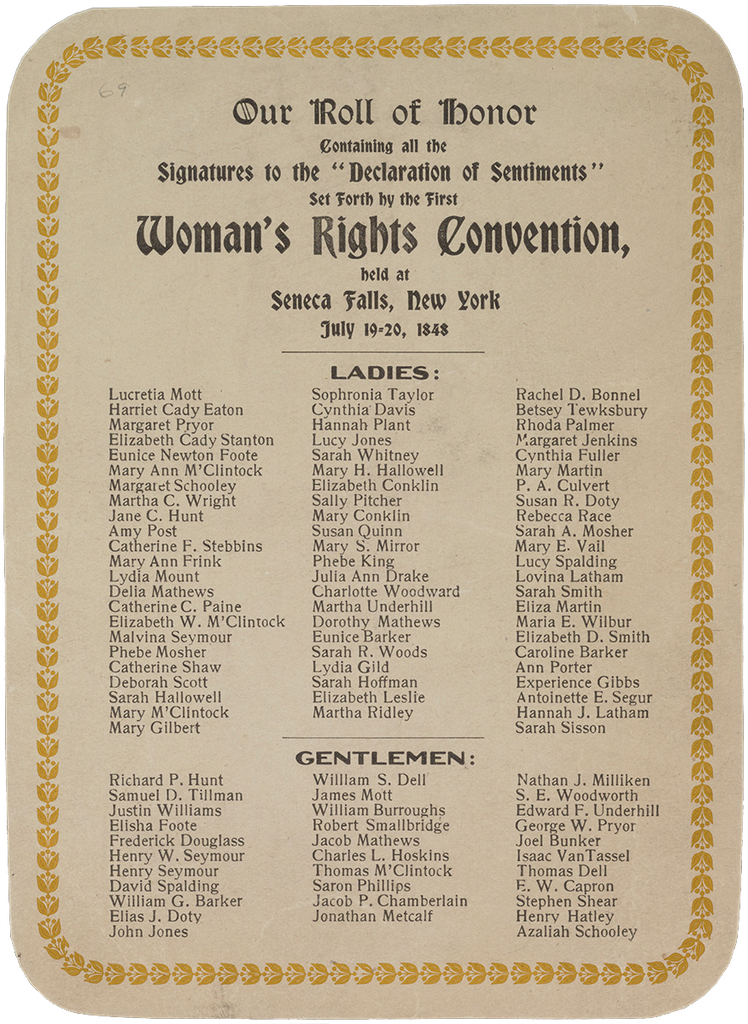
Roll of Honor, Women's Rights Convention - Ondertekenaars Declaration of Sentiments

De Seneca Falls Convention was de eerste vrouwenrechtenbijeenkomst in de Verenigde Staten en wordt gezien als het begin van de Amerikaanse vrouwenbeweging. De bijeenkomst werd georganiseerd op 19 en 20 juli 1848 in de plaats Seneca Falls, Seneca County, in de staat New York.

## Idee en Organisatie
Idee en thema voor de conventie zijn bedacht en uitgewerkt door enkele vrouwen uit de abolitionisten - en Quakers beweging, onder wie de filosofe Elizabeth Cady Stanton, predikant Lucretia Mott en politica Jane Hunt. Cady Stanton en Mott ontmoetten elkaar op een grote anti-slavernijconventie in Londen in 1840. Daar werd hen geweigerd te spreken of te stemmen om de enkele reden dat ze van het vrouwelijk geslacht waren. Ze besloten zich ook op de ongelijkheid tussen mannen en vrouwen te richten. Mott en Cady Stanton ontmoetten elkaar opnieuw in 1842 en 1847 om te overleggen over een bijeenkomst voor vrouwenrechten. Op 9 juli 1848 kwamen Mott, Cady Stanton en drie andere vrouwen bijeen na een kerkdienst, op die dag werden de laatste punten besproken voor het organiseren van de Seneca Falls Convention; de aankondiging werd twee dagen later in de plaatselijke krant gepubliceerd. Voor de eerste dag werden alleen vrouwen en voor de tweede dag ook mannen uitgenodigd, maar uiteindelijk kwamen er ook mannen op de eerste dag. De conventie werd gehouden in de plaatselijke methodistische Wesleyan Chapel, waarvan de organisatoren meenden dat het het enige grote gebouw zou zijn waar een dergelijke bijeenkomst gehuisvest zou mogen worden. De kapel was gebouwd door abolitionisten en er waren al vaker progressieve lezingen gehouden.

## Declaration of Sentiments
Ter voorbereiding op de bijeenkomst werkten Cady Stanton en Jane Hunt aan een Verklaring waarin werd opgesomd wat er zou moeten veranderen in de Amerikaanse wetgeving en samenleving om vrouwen een gelijkwaardige positie te geven aan die van mannen, de Verklaring kreeg de naam Declaration of Sentiments. Dit pamflet, waarin met onmiddellijke werking gelijke rechten voor vrouwen werden opgeëist, was geïnspireerd op de Déclaration des droits de la femme et de la citoyenne (Verklaring van de rechten van de vrouw en van de burgeres) van Olympe de Gouges die de algemene Franse Verklaring van de rechten van de mens en de burger herschreef waarmee tijdens de Franse Revolutie een nieuwe staatsvorm werd gesticht. Cady Stanton en Hunt deden hier hetzelfde met de Amerikaanse Onafhankelijkheidsverklaring en wezen 18 inbreuken aan op het recht van vrouwelijke burgers op "life, liberty, and the pursuit of happiness", variërend van stemrecht en deelname aan (politieke) besluitvorming, tot recht op beloning voor werk en zeggenschap over de kinderen. De Verklaring moest gezien worden als beginselverklaring van een nieuwe politieke beweging en zou op de conferentie worden besproken.

## Programma
Op de eerste dag bleken de deuren van de kapel gesloten te zijn, waardoor het neefje van Cady Stanton door een raam naar binnen klom om de deur te openen.
Het programma bestond uit diverse lezingen, onder andere van Elizabeth Cady Stanton en Frederick Douglass, discussies en de presentatie van de Declaration of Sentiments. Het pamflet sloot af met de volgende woorden:
"Now, in view of this entire disfranchisement of one-half the people of this country, their social and religious degradation--in view of the unjust laws above mentioned, and because women do feel themselves aggrieved, oppressed, and fraudulently deprived of their most sacred rights, we insist that they have immediate admission to all the rights and privileges which belong to them as citizens of the United States."
De tekst werd besproken, bekritiseerd en aangevuld. Na afloop van de conventie werd het document door een deel van de aanwezigen ondertekend, namelijk door 68 vrouwen en 32 mannen, in totaal 100 van de 300 aanwezigen. De vraag om kiesrecht vormde overigens een controversieel punt van de Declaration. Veel aanwezigen meenden dat anderen het kiesrecht te radicaal zouden vinden en daarom de andere vragen om rechten niet serieus zouden nemen, maar uiteindelijk bleef het in het document staan.

## Invloed
Twee weken na de conferentie werd op dezelfde politieke basis een tweede conferentie georganiseerd in Rochester (NY) en vervolgens in Massachusetts, Ohio, Pennsylvania en Indiana. Zo kwam de amerikaanse vrouwenbeweging tot leven die zich ging concentreren op het passieve en actieve kiesrecht voor vrouwen. In 1866 richtten richtten Mott en Stanton, samen met Susan B. Anthony en Lucy Stone de American Equal Rights Association op met Mott als eerste voorzitter. Vanaf 1867 raakte de vereniging betrokken bij referenda omtrent stemrecht. Deze beweging voerde ruim 70 later, in 1920, tot ratificatie van het Negentiende amendement van de grondwet van de Verenigde Staten, door de vereiste twee-derde meerderheid van Amerikaanse staten, met opdracht aan het parlement wetgeving op te stellen die vrouwen het kiesrecht gaf.
"The right of citizens of the United States to vote shall not be denied or abridged by the United States or by any State on account of sex.
Congress shall have power to enforce this article by appropriate legislation."
Van alle vrouwen die de Declaration hadden ondertekend leefde er maar één lang genoeg om dit mee te maken.